# John Pendlebury
John Devitt Stringfellow Pendlebury (Londres, 12 octobre 1904-Héraklion, 22 mai 1941) est un archéologue britannique.

## Biographie
John Pendlebury est né à Londres. Il est le fils ainé d'Herbert S. Pendlebury, chirurgien, et Lilian D. Devitt, fille d'un propriétaire d'une compagnie maritime. Petit, il perd un œil lors d'un incident d'origine inconnue. L'œil n'a pas pu être sauvé.
Il fait ses études à Cambridge et entre à la British School at Athens en 1927.

### Carrière d'archéologue
En 1928, il participe à l'Expédition archéologique en Macédoine et effectue des fouilles en Crète. Joignant la mission de la Société d'exploration de l'Égypte à Erment et Tell el-Amarna (1929), il devient le directeur du chantier de Tell el-Amarna en 1930 où il fouillera jusqu'en 1936, tout en conciliant sa charge de conservateur à Cnossos et ses recherches en Crète. Il y dégagera le centre de la cité et reconstituera le plan du temple d'Aton et du palais principal. Il parvient à mettre en évidence les relations entre l’Égypte et la mer Égée par ses analyses des objets égyptiens trouvés en Grèce.
De 1936 à 1939, il fouille à Lassithi puis reprend les recherches d'Arthur Evans à Cnossos. Arpentant à pied toute la Crète, il en dresse une topographie précise et écrit son ouvrage Introduction to the Archaeology of Crete, considéré aujourd'hui comme livre de référence.

### Seconde guerre mondiale
Officier réserviste au début de la Seconde Guerre mondiale, puis capitaine (1940), il est nommé vice-consul britannique à Candie et officier de liaison auprès des troupes grecques.

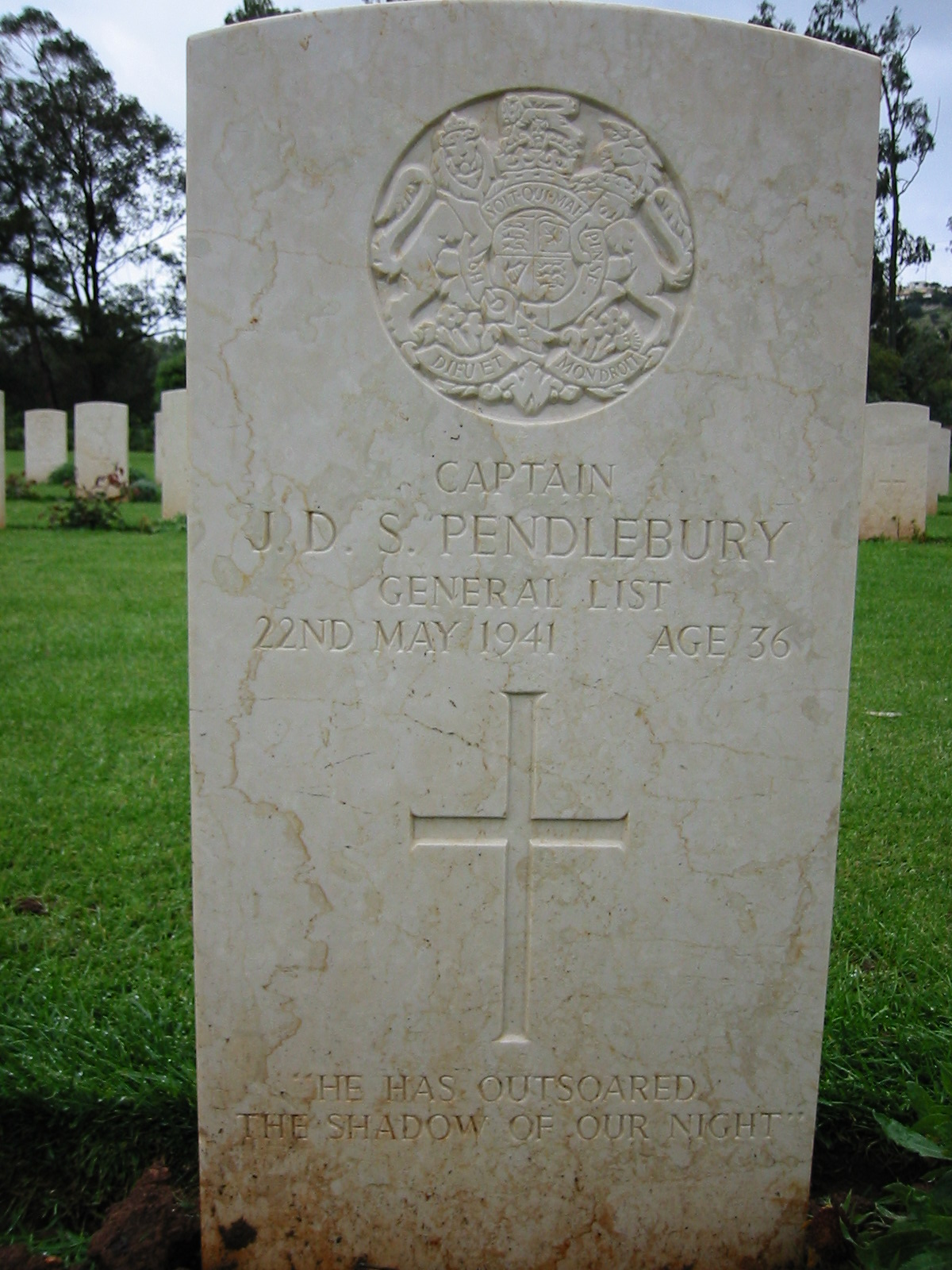
Tombe de John Pendlebury au cimetière militaire de la Baie de Souda.

Le 21 mai 1941, lors du siège d'Héraklion, Pendlebury s'échappe avec un ami crétois pour se diriger vers le village de Krousonas, situé à une quinzaine de kilomètres au sud-ouest, dans l'optique de mener une contre-attaque. Mais en cours de route, Pendlebury abandonne le véhicule pour ouvrir le feu sur des troupes allemandes. Celles-ci répliquent. Des Stukas interviennent à leur tour, touchant Pendlebury à la poitrine.
Aristea Drossoulakis, une villageoise le traine jusqu'à sa maison et l'installe sur un lit. Une fois la maison investie par les soldats de la Wehrmacht, un médecin militaire soigne ses blessures. De nouveaux habits lui sont donnés. Le lendemain, des Fallschirmjäger arrivent. Ne pouvant prouver qu'il est un soldat, ayant perdu sa plaque d'identité militaire et portant des habits grecs, il est amené contre un mur à l'extérieur de la maison et fusillé.
Enterré rapidement sur place, il est réenterré un kilomètre plus loin à l'extérieur de la porte ouest d'Héraklion. Plus tard, il sera inhumé au cimetière militaire de la Baie de Souda dans une tombe entretenue par le Commonwealth War Graves Commission. Son épitaphe est une citation de la 352e ligne de l'élégie pastorale Adonais écrite par Percy Bysshe Shelley pour John Keats :
« He has outsoared the shadow of our night »
— Percy Bysshe Shelley, Adonais

## Travaux
- Aegyptiaca. A Catalogue of Egyptian objects in the Aegean area, 1930
- Archaeologica quaedam, 1932
- A handbook to the palace of Minos at Knossos with Its Dependencies, 1933
- A Guide to the Stratigraphical Museum in the Palace at Knossos, 1933
- Tell el-Amarna, 1935
- An Introduction to the Archaeology of Crete, 1939

Travaux posthumes :
John Pendlebury in Crete, Cambridge University Press, 1948